# Internaționala a patra
Internaționala a patra este o organizație socialistă internațională fondată în anul 1938 de către Lev Davidovici Troțki, pe când acesta era exilat în Mexic. Mișcarea a apărut ca o replică a Cominternului stalinist. În prezent, organizația are filiale în întreaga lume, membrii fiind susținător ai Troțkismului.